# Blanche de Castille
Pour les articles homonymes, voir Reine Blanche.
Blanche de Castille (née le 4 mars 1188 à Palencia, en Castille ; morte le 27 novembre 1252 à Melun) est reine de France par son mariage avec Louis VIII.
Fille du roi Alphonse VIII de Castille et d'Aliénor d'Angleterre (elle-même fille d'Aliénor d'Aquitaine et du roi d'Angleterre Henri II Plantagenêt), elle épouse le 23 mai 1200 le prince Louis de France, fils et héritier du roi Philippe Auguste. Elle est la mère de Saint Louis, à qui elle donne une éducation très pieuse, et exerce la régence entre la mort de son mari, Louis VIII, et la majorité de son fils.

## Biographie

### Enfance
Fille d’Alphonse VIII de Castille et d’Aliénor d'Angleterre, petite-fille de la fameuse Aliénor d'Aquitaine (elle est donc la nièce des rois Richard Cœur de Lion et Jean sans Terre), Blanche de Castille est née le 4 mars 1188 à Palencia dans une famille nombreuse qui connaîtra la perte de certains enfants. Les chroniqueurs et les historiens de son époque ne nous ont rien transmis à propos de son enfance et son éducation probablement raffinée. Nous savons cependant que la nourrice de Blanche s'appelait Sancie Lopez et pouvons supposer qu'elle suivait la cour itinérante de ses parents.

### Mariage

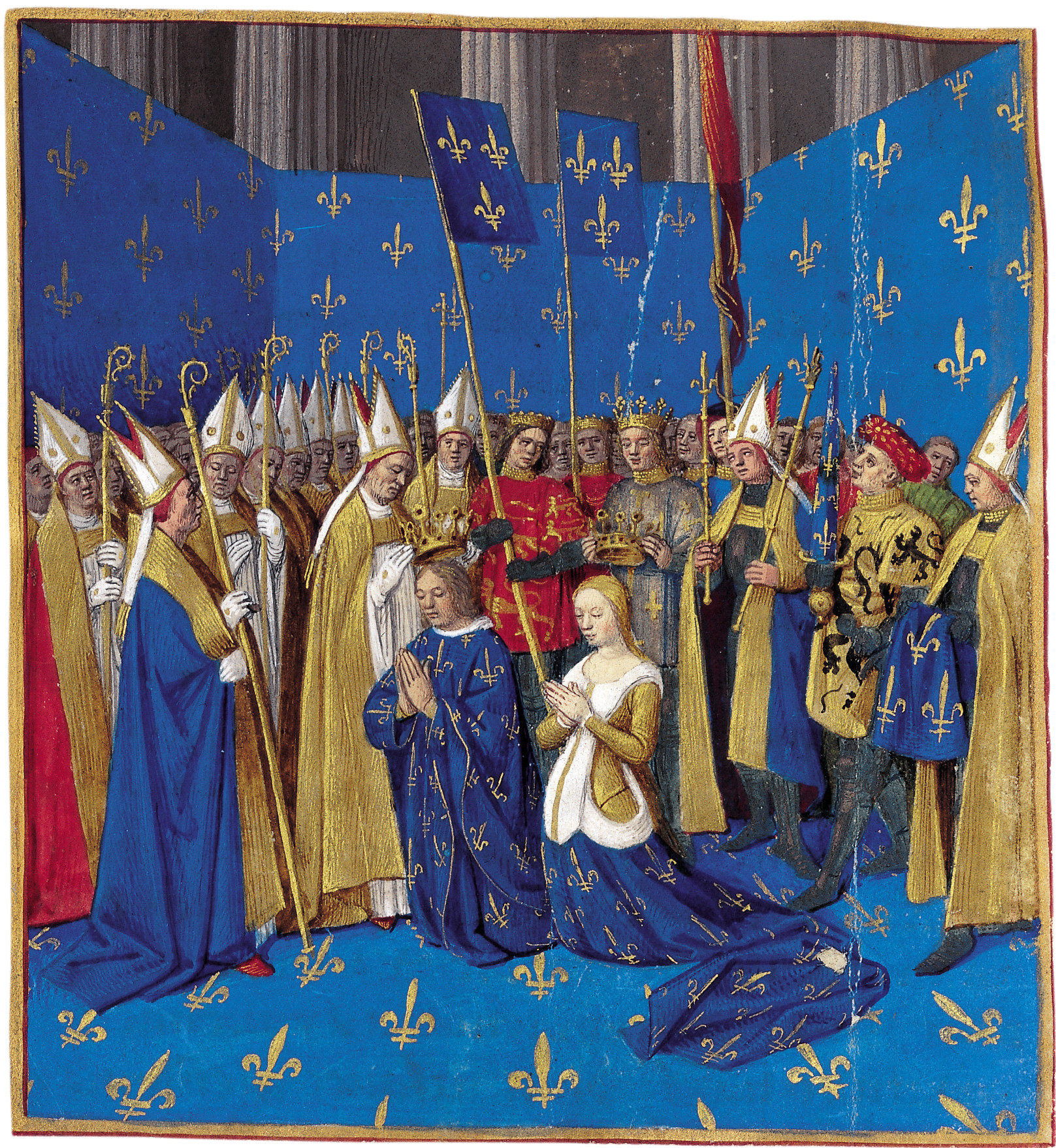
Couronnement de Louis VIII le Lion Grandes Chroniques de France, enluminées par Jean Fouquet.

Selon la volonté de sa grand-mère Aliénor d'Aquitaine, et pour sceller la paix entre la France et l'Angleterre, l'une de ses petites-filles devait épouser le prince Louis, fils et héritier du roi Philippe Auguste. Durant l'hiver de 1199-1200, Aliénor, quoique septuagénaire, se rend donc à la cour de Castille, où elle choisit Blanche plutôt que sa sœur aînée Urraque, probablement pour son caractère et son intelligence (et non pour la consonance plus douce de son prénom, comme le prétendent certaines sources). Le 9 avril 1200, Blanche et sa grand-mère célèbrent Pâques à Bordeaux, arrivées quelques jours avant la Semaine sainte, escortées d'une nombreuse députation castillane.
Alors qu'Aliénor, « âgée et usée par les fatigues de ce long voyage » se rend directement à Fontevraud, Blanche poursuit sa route vers la Normandie, accompagnée d'Élie, archevêque de Bordeaux,,. Elle se rend auprès de Jean sans Terre, et de Philippe Auguste, puis au château de Boutavant, résidence de Jean sans Terre. Par le traité du Goulet, Jean sans Terre cède le Vexin, le comté d’Évreux jusqu'au Neubourg et Damville. Le mariage ne peut avoir lieu sur le domaine du roi de France car, à la suite des démêlés matrimoniaux de Philippe Auguste, le pape Innocent III l'a frappé d'interdit. Le mariage est donc célébré le 23 mai 1200, en Normandie, possession Plantagenêt, hors du domaine royal français de l'époque, en l'église Saint-Martin de Port-Mort. En l'absence des deux rois, la cérémonie est présidée par l'archevêque de Bordeaux. Blanche a douze ans et Louis treize ans.

### Enfants

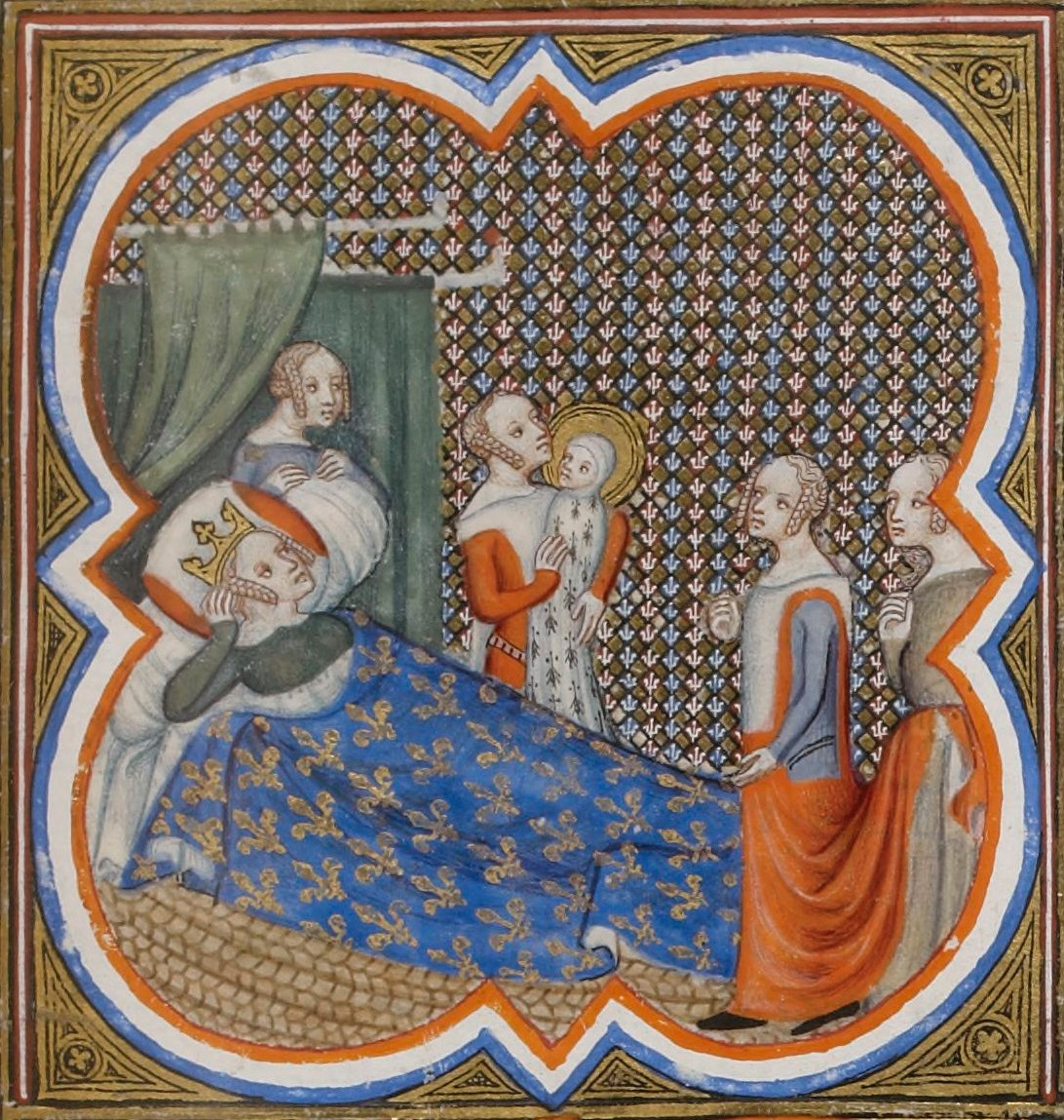
Naissance de Saint Louis, Grandes Chroniques de France de.

Elle donne au roi douze enfants, deux filles et dix garçons dont des jumeaux. Cinq seulement atteignent l'âge adulte, quatre meurent durant l'adolescence et les autres en bas âge. Quatre fils jouent un rôle plus ou moins considérable : Alphonse, Robert, Charles d'Anjou et surtout le futur Saint Louis. Cette nombreuse progéniture efface les attentes d'héritier mâle lors des règnes précédents de Louis VII et Philippe Auguste. Cette descendance, couplée avec son esprit, sa grande piété et l'éducation attentive de ses enfants, font d'elle une reine très appréciée. Contrairement toutefois à une image répandue par les récits et l'iconographie, Blanche n'assure pas elle-même l'éducation de Louis, elle la confie à des gouvernantes et à des maîtres, essentiellement des dominicains et des franciscains.
Sa descendance compte :
- Blanche (1205-1205), morte jeune ;
- Philippe (9 septembre 1209-avant juillet 1218), fiancé en 1215 à Agnès de Donzy (septembre 1205-1225), héritière de Nevers, d'Auxerre et de Tonnerre, sans postérité ;
- Alphonse et Jean, frères jumeaux, nés le 26 janvier 1213 à Lorrez-le-Bocage-Préaux, morts jeunes ;
- Louis IX (dit Saint Louis) (1214-1270), roi de France, dont postérité ayant donné, en ligne masculine, tous les rois ayant régné sur la France jusqu'en 1848 ;
- Robert Ier d'Artois (28 septembre 1216-8 février 1250), comte apanagiste d'Artois qui épouse Mathilde de Brabant, et postérité ;
- Jean (21 juillet 1219-1232), comte d'Anjou et du Maine, mort jeune ;
- Alphonse (1220-1271), comte apanagiste de Poitiers et de Toulouse qui épouse Jeanne, comtesse de Toulouse (1220 † 1271), sans descendance ;
- Philippe Dagobert (20 février 1223-1232), sans postérité ;
- Isabelle (1225-1270), fiancée à Hugues de Lusignan, puis en 1252 fondatrice et abbesse des clarisses de Longchamp (béatifiée), sans descendance ;
- Étienne (Paris 27 décembre 1225-novembre 1226/1227), sans postérité ;
- Charles d'Anjou (Vendôme mars 1227-7 janvier 1285). Fils posthume, Louis IX lui transfère l'apanage d'Anjou de son frère Jean (mort en 1232). Comte apanagiste d'Anjou, roi de Sicile, puis de Naples, de Jérusalem, comte de Provence. En 1246, Charles épouse Béatrice de Provence (1234 † 1267) et en 1268, il se remarie avec Marguerite de Bourgogne (1248 † 1308), et postérité.

## Vie
Femme de caractère, elle ne ménage pas son soutien à son époux lorsque celui-ci veut se lancer à la conquête de l'Angleterre en 1216-1217.

Elle s'indigne notamment lorsque le roi de France Philippe II Auguste refuse de soutenir financièrement son mari qui est en difficulté. D'après les Chroniques du ménestrel de Reims, elle aurait eu un vif échange avec le roi durant lequel elle l'interpelle : « Laisserez-vous ainsi mourir mon seigneur en une contrée étrangère ? Sire, pour Dieu, il doit régner après vous. Envoyez-lui ce dont il a besoin, au moins les revenus de son patrimoine. ». Face au refus du roi, elle se serait alors exclamée : 

« Au nom de Dieu, je sais bien ce que je ferai. Par la bonne mère de Dieu, j’ai de beaux enfants de mon seigneur ; je les mettrai en gage et je trouverai bien des gens qui me prêteront sur eux. »

Pour l'historien Georges Minois, cette scène peut paraître improbable, mais elle démontre en tout cas l’influence que Blanche de Castille exerçait alors à la cour et qui était de notoriété publique. Face à l'insistance de Blanche, le roi finit par céder et accepte de puiser dans une partie de son trésor pour l'aider à soutenir son mari.
En 1229, elle permet également le traité de Meaux-Paris qui met fin au conflit albigeois.
Parallèlement, elle relaie l'œuvre réformatrice de Bernard de Clairvaux († 1153) et fonde les abbayes de Royaumont (1228), de Maubuisson (1236) et du Lys (1244).

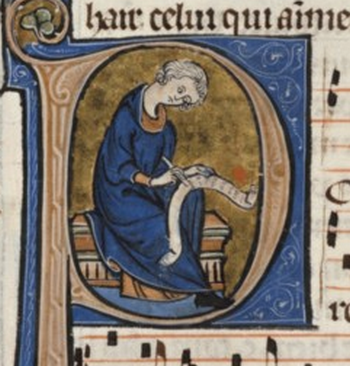
Thibaut de Champagne.

Aussi célèbre par sa beauté que par sa sagesse, on raconte qu'elle inspire une vive passion à Thibaut de Champagne, qui la seconde dans sa politique et la chanterait dans ses vers.
Elle installe en 1251 dans l'abbaye de Juilly un orphelinat pour les enfants de chevaliers morts en croisade.

### La mort deLouisVIII

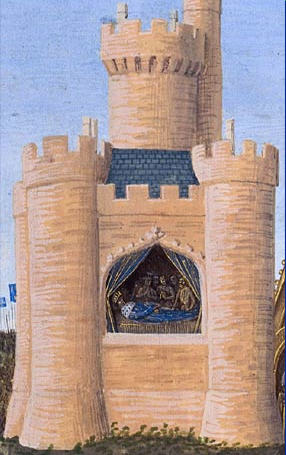
Mort de Louis VIII, en 1226.

Malgré sa profonde douleur à l'annonce du décès de Louis VIII, en novembre 1226, la reine se ressaisit vite et soutient avec force les membres du gouvernement alors en place pour faire de son fils Louis le vrai et authentique roi de France. Elle le fait sacrer à la cathédrale Notre-Dame de Reims mais, conformément au testament de Louis VIII, exerce la régence du royaume jusqu'à la majorité du nouveau monarque.

### Des accusations
Enceinte d'un douzième enfant à la mort de son époux, Blanche de Castille voit se liguer contre elle de puissants barons qui commencent par mettre en doute sa vertu. C'est pourquoi des accusations infamantes sont lancées contre elle, affirmant qu'elle porte l'enfant du comte de Champagne, ou bien du légat pontifical Romain de Saint-Ange.

## La régence de Blanche de Castille

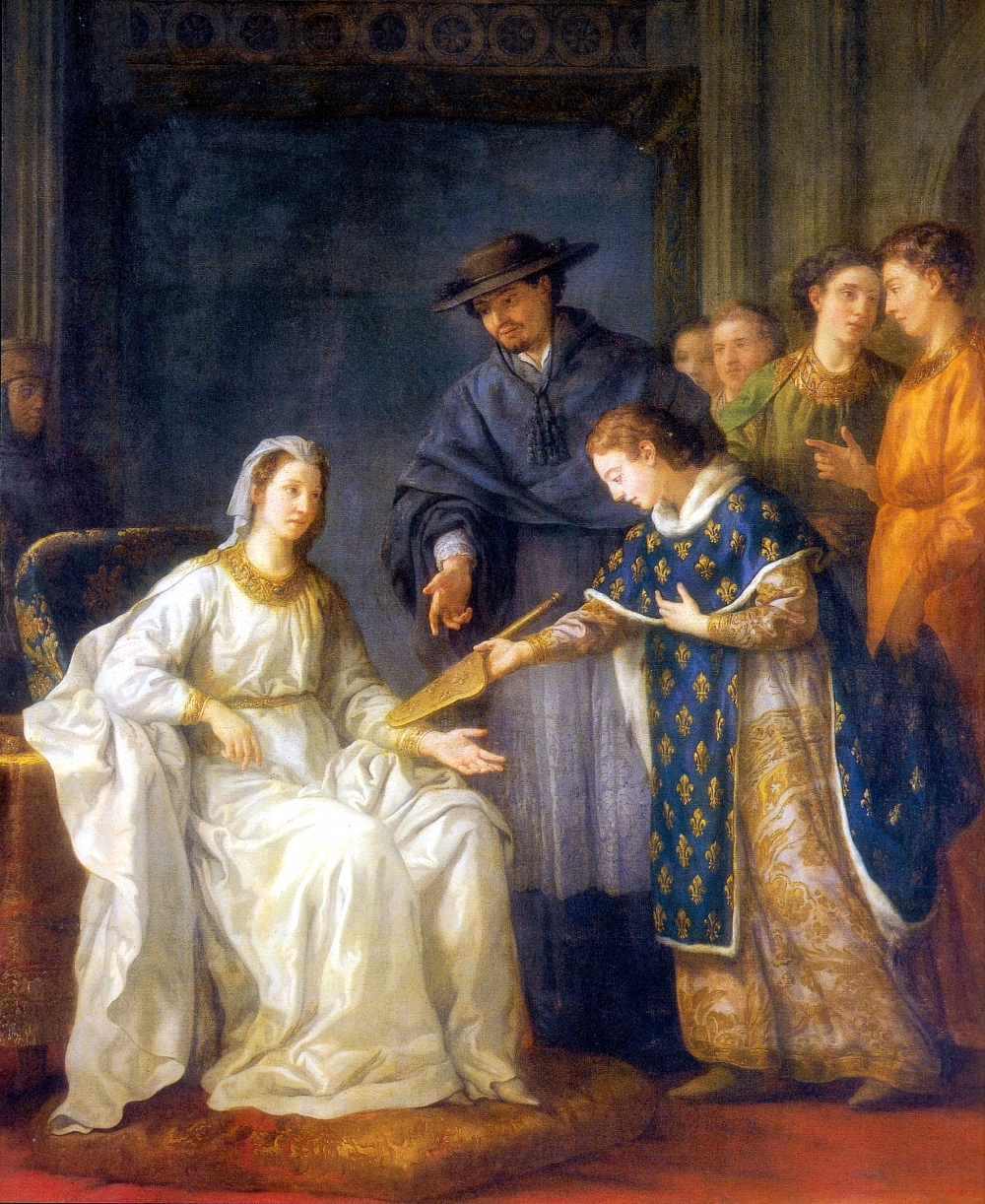
Saint Louis confiant la régence à sa mère Blanche de Castille (toile du XVIIIe siècle, par Joseph-Marie Vien.

Comme régente, Blanche de Castille peut compter sur quelques fidèles, mais la plupart des grands vassaux se liguent pour s'emparer du gouvernement. Femme de caractère, la reine ne s'en laisse pas conter. Elle négocie âprement le ralliement à la couronne de ceux qui hésitent, et impose son autorité aux autres. Certains toutefois refusent de voir un enfant de douze ans et sa mère régner. Parmi eux, Hugues X de Lusignan et le duc de Bretagne Pierre Mauclerc envisagent d'enlever le roi Louis IX de France. Réfugié avec Blanche dans la forteresse de Montlhéry, le roi ne doit son salut qu'à la population parisienne qui, alertée par Blanche, est venue le chercher et l'escorter jusqu'à Paris. Ce n'est qu'en 1229 que les insurgés, défaits par l'armée royale, accepteront de rentrer dans le rang. Blanche de Castille est parvenue à ses fins, et puisque son fils est encore trop jeune pour gouverner seul, c'est elle qui l'initiera à son métier de roi jusqu'en 1235. Choisissant pour lui les meilleurs précepteurs, elle ne néglige pas non plus son éducation spirituelle et lui inculque les préceptes de foi et de moralité qui contribueront par la suite à faire de lui le seul roi de France reconnu saint.

### Le gouvernement du royaume de France
Selon les chroniqueurs de l'époque, Blanche accomplit ses fonctions avec fermeté, supportant toutes les injures, les calomnies, les attaques inouïes contre sa vie privée et sa conduite du gouvernement du royaume. C'est sous le règne de son mari Louis VIII, qu’elle convainc d’intervenir, puis sous sa régence, et enfin sous le règne de son fils Louis IX qu'elle inspirait, qu'eurent lieu les massacres des Cathares.

### Les soutiens politiques
Ce n'est pas sans secours que Louis IX et sa mère se préparent à affronter le mécontentement des nobles du royaume. Le principal soutien de la reine et de son fils est cette équipe dirigeante rodée à l'exercice du pouvoir, à la tête de laquelle s'affirment encore le chancelier Guérin, premier conseiller de Philippe Auguste, évêque de Senlis, et le chambrier, officier de l'hôtel du roi et du trésor, Barthélemy de Roye, décrit comme un vieillard auprès de Blanche et de son fils.

### Les premières révoltes
Souveraineté royale et État : ces concepts sont encore récents dans la France du début du règne de Saint Louis. Affirmé seulement depuis Philippe Auguste, ce nouveau modèle n'est donc pas encore très solide. Les partisans de l'ancien système, celui de la féodalité triomphante, en sont d'autant plus dangereux. À la faveur de la minorité du roi, la grande et la moyenne noblesse multiplient les révoltes contre un pouvoir royal de plus en plus envahissant, sans jamais réussir.

### Le temps des pardons
Le 6 janvier 1227, la reine Blanche, sur les suggestions de ses conseillers, libère Ferrand de Flandre, emprisonné après la bataille de Bouvines au cours de laquelle il avait commis une trahison. Elle élargit aussi d'autres hommes en signe de pardon.

## Fin de vie

### Blanche s'efface
Louis est probablement déclaré majeur en 1234 à 20 ans. Blanche le marie aussitôt à Marguerite de Provence. Sans cesser de respecter sa mère, il prend très vite la direction du gouvernement et Blanche s'efface progressivement. Louis dirige désormais les affaires. Il donne libre cours à ses talents militaires et politiques, tout en restant entouré des conseillers de sa mère qui étaient d'ailleurs souvent ceux de son père. Blanche reste néanmoins à ses côtés une conseillère avisée.
En août 1248, Louis IX quitte la France pour partir en croisade (la septième) et confie à sa mère la régence du royaume. Blanche de Castille n'était pas favorable à cette expédition que le roi a décidée à la suite d'un vœu fait pour demander à Dieu sa guérison. Elle s'acquitte de sa tâche avec prudence et sagesse. Quand Saint Louis est fait prisonnier en Égypte (1250), elle se dispose à réunir la somme exigée pour sa libération, ce qui ne sera pas nécessaire. Le roi ayant ensuite gagné la Terre sainte, Blanche lui envoie quelques troupes de renfort, mais insuffisamment pour renverser le rapport de force avec les chefs musulmans. Louis IX est encore en Orient quand il apprend la mort de sa mère à la fin de l'année 1252. Contre l'avis de ses conseillers, il décide malgré tout de ne pas rentrer tout de suite et ne regagne la France qu'en 1254.

### Mort
Malade et retirée à Melun vers la fin de sa vie, elle meurt à Paris en novembre 1252 à l'âge de 64 ans, son fils étant encore en croisade. Elle sera enterrée selon son désir à l'abbaye de Maubuisson et son cœur transporté plus tard dans l'abbaye du Lys.

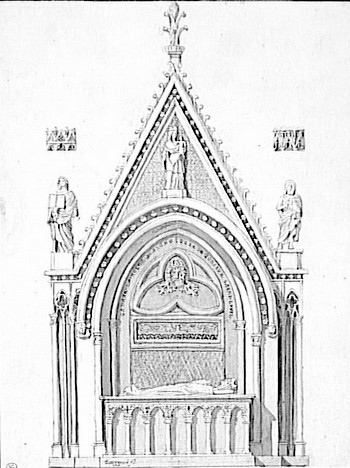
Tombeau de Blanche de Castille.
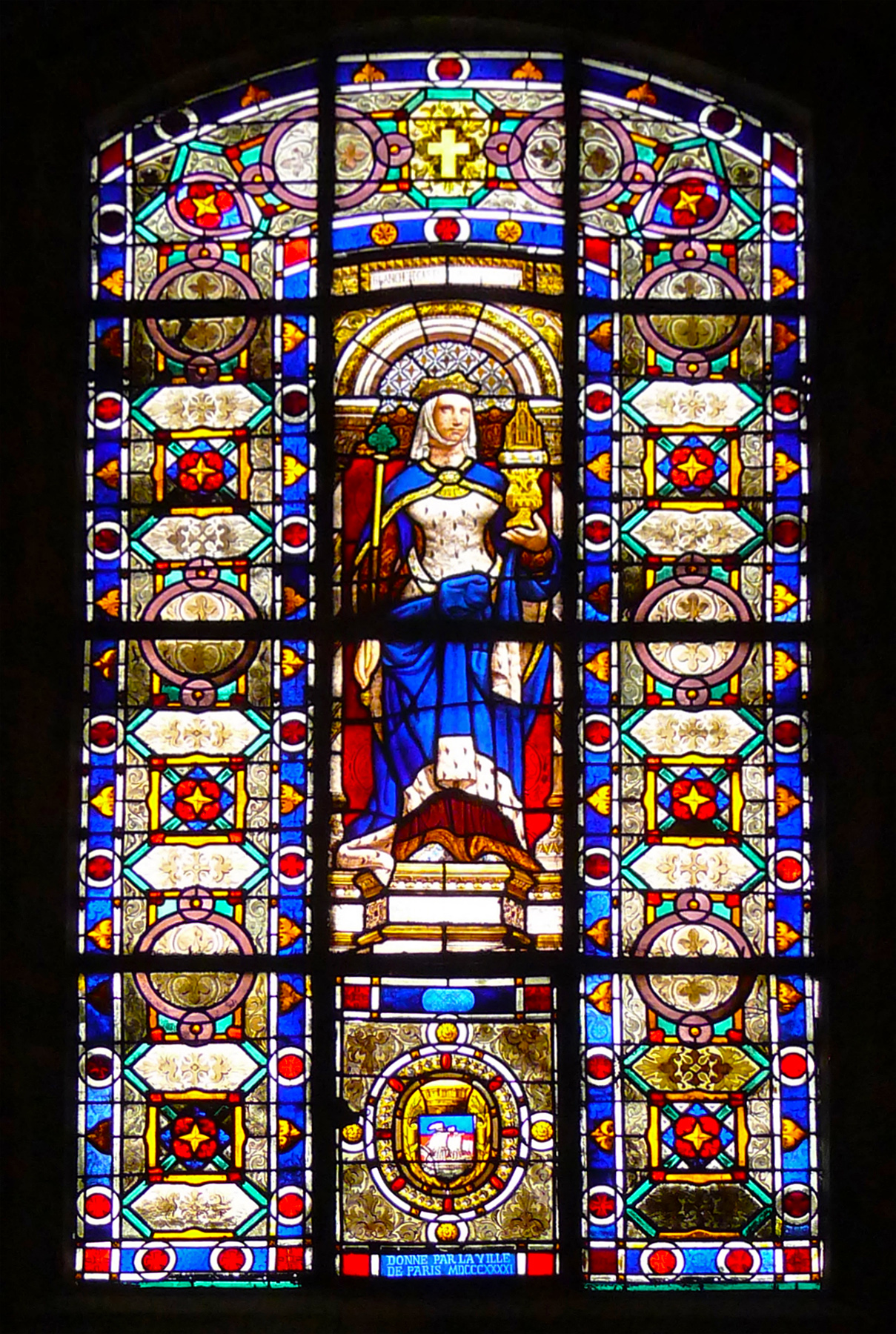
Vitrail du XIXe siècle représentant Blanche de Castille.

## Vénération
Blanche de Castille est parfois considérée comme sainte ou comme bienheureuse, sans toutefois avoir été canonisée ni béatifiée (au Moyen Âge, il n'était pas rare que des fidèles vénèrent un vertueux personnage non officiellement béatifié et qui le devenait parfois de fait, jusqu'à figurer dans certains anciens martyrologes). Elle serait fêtée le 27 novembre ou le 2 décembre, suivant les sources.

## Une reine poétesse?
On lui attribue Amours ou trop tard me suis pris.

### Études

#### Ouvrages
- Marcel Brion, Blanche de Castille. Régente de France, mère de Saint-Louis, Tallandier, 2014, 368 p. (ISBN 979-10-210-0688-1, présentation en ligne).
- Philippe Delorme, Blanche de Castille : épouse de Louis VIII, mère de Saint Louis, Paris, Pygmalion, 2002, 319 p. (ISBN 978-2-85704-738-4, OCLC 237558244).
- Philippe Delorme, Blanche de Castille : épouse de Louis VIII, mère de Saint Louis, Paris, Les éditions du Cerf, 2022, 319 p. (ISBN 978-2-204-14644-9, OCLC 1319437691, SUDOC 262558823).
- (en) Lindy Grant, Blanche of Castille, Queen of France, New Haven-Londres, Yale university press, 2016.
- Régine Pernoud, La reine Blanche, Paris, Librairie Générale Française, 1972 (ISBN 978-2-253-03401-8, OCLC 13391680).
- Gérard Sivéry, Blanche de Castille, Paris, Fayard, 1990.
- Georges Minois : Blanche de Castille, Paris, Perrin, 2018.
- Elie Berger, Histoire de Blanche de Castille reine de France, Paris, Thorin & fils, 1895, XII-428 p. (OCLC 409447354, SUDOC 011856750).

#### Articles
- Alexandra Gajewski, « Recherches sur l'architecture cistercienne et le pouvoir royal : Blanche de Castille et la construction de l'abbaye de Lys », dans Yves Gallet, Art et architecture à Melun au Moyen Âge, 2000 (lire en ligne), p. 223-254.
- (en) Alexandra Gajewski, « The Patronage Question under Review : Queen Blanche of Castile (1188-1252) and the Architecture of the Cistercian Abbeys at Royaumont, Maubuisson, and Le Lys », dans Therese Martin, éditrice, Reassessing the Roles of Women as 'Makers' of Medieval Art and Architecture, vol. I, Brill, 2012 (ISBN 9789004185555 et 9789004228320, DOI 10.1163/9789004228320_007, lire en ligne), p. 197-244.
- Jean Richard, « Les pouvoirs de Blanche de Castille », dans Éric Bousmar, Jonathan Dumont, Alain Marchandisse et Bertrand Schnerb, éd. Femmes de pouvoir, femmes politiques durant les derniers siècles du Moyen Âge et au cours de la première Renaissance, De Boeck, 2012, p. 91-100.
- José Enrique Ruiz-Domènec, « Les souvenirs croisés de Blanche de Castille », dans Cahiers de civilisation médiévale, 42e année, no 165, janvier-mars 1999, p. 39-54, [lire en ligne].
- Ursula Vones-Liebensten, « Une femme gardienne du royaume ? Régentes en temps de guerre (France-Castille, XIIIe siècle) », dans Philippe Contamine et Olivier Guyotjeannin (dir.), La guerre, la violence et les gens au Moyen Âge, vol. 2 : La violence et les gens, Paris, Éditions du CTHS, 1996, 313 p. (ISBN 2-7355-0331-3), p. 9-22.

### Tradition historiographique ancienne
- Charles de Combault Auteuil, Blanche infante de Castille, mère de St. Louis, reyne et régente de France, de Sommaville, 1644 (lire en ligne).
- Blanche Vauvilliers, Histoire de Blanche de Castille, reine des Français, Paris, Paulin, 1841 (lire en ligne).

## Télévision
- L'émission Secrets d'histoire sur France 2 du 5 juillet 2018, intitulée Blanche de Castille, la reine mère a du caractère..., lui était consacrée. Elle fut également rediffusée sur France 3 le 3 février 2020[21].